# Верхнее Понизовье
Верхнее Понизовье — деревня в Вытегорском районе Вологодской области.
Входит в состав Мегорского сельского поселения, с точки зрения административно-территориального деления — в Мегорский сельсовет.
Расположена на трассе Р37. Расстояние по автодороге до районного центра Вытегры — 34 км, до центра муниципального образования села Мегра — 4 км. Ближайшие населённые пункты — Быково, Мегра, Нижнее Понизовье.
По переписи 2002 года население — 180 человек (85 мужчин, 95 женщин). Преобладающая национальность — русские (99 %).